# Arduino Bertoldo
Arduino Bertoldo (Isola Vicentina, 30 dicembre 1932 – Vicenza, 3 aprile 2012) è stato un vescovo cattolico italiano.

## Biografia
Nacque a Castelnovo, frazione di Isola Vicentina, in provincia e diocesi di Vicenza, il 30 dicembre 1932.

### Formazione e ministero sacerdotale
Compì gli studi in preparazione al sacerdozio presso i Poveri servi della Divina Provvidenza, frequentando gli studi medi, ginnasiali e liceali. Perfezionò poi la sua formazione alla Pontificia università urbaniana a Roma, dove seguì i corsi di filosofia e teologia.
Il 22 marzo 1958 fu ordinato presbitero per la diocesi di Civita Castellana.
Dopo l'ordinazione, nel mese di luglio, divenne vicario parrocchiale della parrocchia del Sacro Cuore di Maria Immacolata a Civita Castellana e segretario particolare del vescovo, mentre, nel mese di ottobre, iniziò ad insegnare matematica e scienze presso il Seminario minore diocesano e religione nelle scuole pubbliche. Fu nominato assistente diocesano delle ACLI e dell'Azione Cattolica Giovanile per i settori maschile e femminile, nel 1959; cerimoniere vescovile e canonico della cattedrale di Civita Castellana, nel 1960; assistente spirituale della Casa Piccoli Operai e vicario parrocchiale della chiesa di Sant'Anna a Pian Paradiso, frazione di Civita Castellana, nel 1961.
Nel 1976 assunse l'incarico di cancelliere della curia diocesana, mentre nel 1981 il vescovo Marcello Rosina lo nominò vicario generale delle diocesi, unite in persona episcopi, di Civita Castellana, Orte, Gallese, Nepi e Sutri. Divenne poi presidente dell'Istituto diocesano per il sostentamento del clero. Nel luglio 1989 il nuovo vescovo Divo Zadi lo confermò nell'incarico di vicario generale e divenne membro del consiglio presbiterale, del consiglio pastorale e del consiglio degli affari economici.

### Ministero episcopale
Il 10 ottobre 1992 papa Giovanni Paolo II lo nominò vescovo di Foligno; succedette a Giovanni Benedetti, dimessosi per raggiunti limiti di età. Il 21 novembre seguente ricevette l'ordinazione episcopale, nella cattedrale di Civita Castellana, dal vescovo di Civita Castellana Divo Zadi, co-consacranti Giovanni Benedetti, suo predecessore a Foligno, e Decio Lucio Grandoni, vescovo di Orvieto-Todi. Il 20 dicembre prese possesso della diocesi.
Il 3 luglio 2008 papa Benedetto XVI accolse la sua rinuncia, presentata per raggiunti limiti di età, al governo pastorale della diocesi di Foligno; gli succedette Gualtiero Sigismondi, fino ad allora vicario generale di Perugia-Città della Pieve. Rimase amministratore apostolico della diocesi fino all'ingresso del successore, avvenuto il 5 ottobre 2008.
Da vescovo emerito si ritirò nel paese natio.
Nel gennaio 2011 rilasciò un'intervista che generò polemiche nel mondo omosessuale: riferendosi agli scandali di natura sessuale e giudiziaria che dall'agosto 2010 vedevano coinvolto il presidente del consiglio Silvio Berlusconi e alle critiche a quest'ultimo rivolte dal presidente della regione Puglia Nichi Vendola, omosessuale dichiarato, sostenne: «[Vendola] si è guardato? Almeno Berlusconi nel peccato non offende la regola naturale, segue la natura. Vendola offende sia il peccato che la natura e dunque sta messo molto, ma molto peggio e taccia».
Morì il 3 aprile 2012 all'ospedale San Bortolo di Vicenza all'età di 79 anni. Dopo le esequie, celebrate l'11 aprile dal vescovo Gualtiero Sigismondi nella cattedrale di Foligno, fu sepolto nella cripta dello stesso edificio.

## Genealogia episcopale
La genealogia episcopale è:
- Cardinale Scipione Rebiba
- Cardinale Giulio Antonio Santori
- Cardinale Girolamo Bernerio, O.P.
- Arcivescovo Galeazzo Sanvitale
- Cardinale Ludovico Ludovisi
- Cardinale Luigi Caetani
- Cardinale Ulderico Carpegna
- Cardinale Paluzzo Paluzzi Altieri degli Albertoni
- Papa Benedetto XIII
- Papa Benedetto XIV
- Papa Clemente XIII
- Cardinale Marcantonio Colonna
- Cardinale Giacinto Sigismondo Gerdil, B.
- Cardinale Giulio Maria della Somaglia
- Cardinale Carlo Odescalchi, S.I.
- Cardinale Costantino Patrizi Naro
- Cardinale Lucido Maria Parocchi
- Papa Pio X
- Papa Benedetto XV
- Papa Pio XII
- Cardinale Eugène Tisserant
- Papa Paolo VI
- Cardinale Agostino Casaroli
- Vescovo Divo Zadi
- Vescovo Arduino Bertoldo